# Abyssoberyx levisquamosus
Abyssoberyx levisquamosus – słabo poznany gatunek morskiej ryby beryksokształtnej z rodziny stefanoberyksowatych (Stephanoberycidae). Jedyny przedstawiciel rodzaju Abyssoberyx. 
Gatunek odkryty w północno-wschodnim Oceanie Atlantyckim, na głębokości około 4500 m. Dorasta do 18 cm długości.